# ریو گراند، پورتوریکو
ریو گراند (به انگلیسی: Río Grande) یک منطقهٔ مسکونی در ایالات متحده آمریکا است که در پورتوریکو واقع شده‌است.
 ریو گراند ۲۳۲٫۱۱ کیلومتر مربع مساحت و ۵۴٬۳۰۴ نفر جمعیت دارد.